# NUDY SHOW!
NUDY SHOW! es el tercer álbum de estudio de Anna Tsuchiya después del fenómeno de NANA. Sale a la venta el 29 de octubre de 2008 en dos versiones: CD y CD+DVD. Contiene 2 canciones de su época como ANNA TSUCHIYA inspi' NANA (BLACK STONES), 1 nueva versión del tema cocoon, canciones de sus anteriores singles y el tema GINGER sacado a colaboración con MONKEY MAJIK que sirve como promoción al álbum. Es producido por MAD PRAY RECORDS! de la avex trax

## Lista de canciones
01. overture
02. Cockroach 
03. CRAZY WORLD feat AI
04. Virgin Cat
05. GINGER feat MONKEY MAJIK
06. u
07. Dirty Game
08. Style
09. Masquerade
10. BUBBLE TRIP
11. Serenate
11. Shape of Your Love
12. cocoon NUDY SHOW! Version
13. LUCY
17. RIDE ON!
18. BLOOD ON BLOOD
19. 黒い涙 ~deep sadness version~

DVD TRACKLIST
01. 黒い涙 (PV)
02. LUCY (PV)
03. BUBBLE TRIP (PV)
04. cocoon (PV)
05. Crazy World feat. AI (PV)
06. Virgin Cat (PV)
07. GINGER feat. MONKEY MAJIK (PV)
08. Sing or Die II Season 07-08
09. Edwin (CM)
10. Daiichikosho (CM)
11. Baby-G (CM)
- Datos: Q3124017